# Neumann-gazella
A Neumann-gazella (Gazella erlangeri) az emlősök (Mammalia) osztályának párosujjú patások (Artiodactyla) rendjébe, ezen belül a tülkösszarvúak (Bovidae) családjába és az antilopformák (Antilopinae) alcsaládjába tartozó faj.

## Tudnivalók
Magyar nevét leírójáról, az egyébként ornitológus Oscar Rudolph Neumannról kapta; tudományos neve viszont Carlo von Erlanger Afrika-kutató és ornitológus emlékét őrzi.
Eredetileg a hegyi gazella (Gazella gazella) alfajának tekintették, attól morfológiai jegyek alapján különítették el. Szaúd-Arábia és Jemen nyugati részén él.